# Tika Patsatsia
Tinatin "Tika" Patsatsia (georgiska: თინათინ "თიკა" ფაცაცია), född 18 oktober 1981 i Tbilisi, är en georgisk sångerska.
Tika Patsatsia är mest känd för att ha varit Miss Tbilisi, Miss Georgien och för en tredjeplats i Miss Golden Globe. 2003 släppte Tika sitt första album. 2006 släppte hon singeln Tkvi Ras Apireb (Säg mig, Vad ska du göra?). Två år senare, 2008, vann hon musikshowen Våg av Hopp. Efter det deltog hon, samma år, i den georgiska nationella uttagningen till Eurovision Song Contest 2008 med låten "Never Change". Där slutade hon femma med 4 % av folkets röster. Året därpå återkom hon, som en av förhandsfavoriterna till segern, till uttagningen med låten "Miracle". Trots förhandstipsen slutade hon inte ens på en topp-tre placering. Trots att hon själv aldrig deltagit i tävlingen fick hon, 2008, dela ut Georgiens poäng i Eurovision Song Contest.
Från den 1 februari 2010 är hon värd för TV-showen Nitjieri (den georgiska versionen av Talang).